# Insana Fafinesu
Insana Fafinesu ist ein indonesischer Distrikt (Kecamatan) im Westen der Insel Timor.

## Geographie
| „Dorf“ (Desa) | Verwaltungssitz | Fläche    | Einwohner | Bevölkerungs- dichte |
| ------------- | --------------- | --------- | --------- | -------------------- |
| Fafinesu A    | Obe             | 8,60 km²  | 1.490     | 173,2                |
| Fafinesu B    | Fatuhao         | 7,07 km²  | 1.148     | 162,3                |
| Oenain        | Tonbesi         | 5,10 km²  | 507       | 99,4                 |
| Fafinesu C    | Loel            | 14,06 km² | 1.046     | 74,3                 |
| Banuan        | Banuan          | 11,05 km² | 698       | 63,1                 |
| Fafinesu      | Gua Alos        | 7,00 km²  | 601       | 85,8                 |

Der Distrikt befindet sich im Zentrum des Regierungsbezirks Nordzentraltimor (Timor Tengah Utara) der Provinz Ost-Nusa-Tenggara (Nusa Tenggara Timur). Im Osten und Süden grenzt Insana Fafinesu an Zentralinsana (Insana Tengah), im Westen an Ostmiomaffo (Miomaffo Timur) und im Norden an Nordinsana (Insana Utara).
Insana Fafinesu hat eine Fläche von 52,88 km² und teilt sich in die sechs Desa Fafinesu A und Fafinesu im Südwesten, Fafinesu B im Südwesten, Oenain im Westen, Fafinesu C Im Osten und Banuan im Norden. Der Verwaltungssitz befindet sich in Loel in Fafinesu C. Das Territorium liegt in einer Meereshöhe zwischen 500 m und 700 m. Das Klima teilt sich, wie sonst auch auf Timor, in eine Regen- und eine Trockenzeit. 12.640 Hektar des Distrikts sind bewaldet.

## Einwohner
2017 lebten in Insana Fafinesu 5.490 Einwohner. 2.725 sind Männer, 2.765 Frauen. Die Bevölkerungsdichte liegt bei 103,8 Personen pro Quadratkilometer. 5.490 Personen bekennen sich zum katholischen Glauben und drei sind Protestanten. Im Distrikt gibt es drei katholische Kirchen.

## Wirtschaft, Infrastruktur und Verkehr
99,7 % der Haushalte des Distrikts betreiben Landwirtschaft. Als Haustiere werden Rinder (4.758), Schweine (920), Ziegen (633) und Hühner (2.751) gehalten. Auf 1.850 Hektar wird Mais angebaut, auf 285 Hektar Reis, auf 55 Hektar Maniok, auf 10 Hektar Süßkartoffeln und auf 20 Hektar Erdnüsse. Weitere landwirtschaftliche Produkte sind Kohl, Avocados, Mangos, Orangen, Papayas, Bananen, Ananas, Kokosnüsse, Kaffee, Haselnüsse, Arecanüsse, Cashewnüsse, Kakao, Kapok, Tamarinde und Jackfrüchte. 57 kleine Läden versorgen die Bevölkerung mit importierten Waren.
In Insana Fafinesu gibt es sechs Grundschulen, eine Mittelschule und eine weiterführende Schule. Zur medizinischen Versorgung stehen ein kommunales Gesundheitszentrum (Puskesmas), ein medizinisches Versorgungszentrum (Puskesmas Pembantu) und fünf Hebammenzentren (Polindes) zur Verfügung.
Der öffentliche Verkehr wird betrieben durch drei Kleinbusse, sieben Pick Ups und Lastwagen und 51 Motorrädern.